# Doina Robu
Doina Ciucanu-Robu (ur. 22 lipca 1967 w Piatra Neamț) – rumuńska wioślarka. Srebrna medalistka olimpijska z Barcelony i brązowa z Seulu.
Brała udział w dwóch igrzyskach (IO 88, IO 92, IO 96), za każdym razem zdobywała medale: w 1988 brązowy medal w czwórce podwójnej (startowała w eliminacjach i repasażach, w finale zastąpiła ją Elisabeta Lipă), a w 1992 srebrny medal w ósemce. Na mistrzostwach świata zdobyła złoto w ósemce w 1990 i 1993 oraz w czwórce bez sternika w 1990, srebro w 1986 w czwórce podwójnej oraz brąz w 1991 w ósemce. 
Jej mąż Valentin Robu także był wioślarzem i medalistą olimpijskim.